# Kolodiivka, Tîsmenîțea
Kolodiivka (în ucraineană Колодіївка) este o comună în raionul Tîsmenîțea, regiunea Ivano-Frankivsk, Ucraina, formată numai din satul de reședință.

## Demografie
Componența lingvistică a comunei Kolodiivka
     Ucraineană (99,3%)
     Alte limbi (0,53%)
Conform recensământului din 2001, majoritatea populației comunei Kolodiivka era vorbitoare de ucraineană (99,3%), existând în minoritate și vorbitori de alte limbi.